# 布賀石
布賀石（ふかせき、 Fukalite）は、1977年に発表された日本産新鉱物で、岡山大学の鉱物学者逸見千代子などにより、岡山県の布賀と三原鉱山、及び広島県の久代から発見された。 化学組成はCa4Si2O6(OH)2(CO3)で、単斜晶系。第一産出地の地名から命名された。
発見者の一人逸見吉之助は、本鉱物研究の業績により櫻井記念会から櫻井賞を受賞した。